# Timothy Roe
Timothy "Tim" Roe (Adelaide, 1989. október 28. –) ausztrál profi kerékpáros.
2018-ban visszavonult a versenyzéstől.

## Eredményei
2009
1., összetettben - Tour of Wellington
1., összetettben - Jelajah Malaysia
1., 7. szakasz
3., összetettben - Tour de Korea
1., 6. szakasz
1., 7. szakasz
2010
2., összetettben - Thüringen Rundfahrt
6. - Olympia's Tour
2011
10., - Ausztrál országúti bajnokság - Mezőnyverseny